# Anka Birkić
Anka Birkić, hrvatska pjesnikinja iz Murvice. Pjesme piše na narječju svoje Murvice. Šaljivo je na jednoj pjesničkoj manifestaciji rekla da "se njene pjesme nekada napišu i na listu kupusa, s obzirom na to da cijelu godinu radi u polju, prodaje na pijaci i kiseli kupus.".
Sudionica Večer duhovne poezije u Perušiću Benkovačkom 2011. godine.
Objavila zbirku pjesama San prognanika: pjesme, u izdanju Udruge "Žene u Domovinskom ratu - Zadar" (2. izdanja, 1. izdanje 2010.).